# Siert Bruins
Siert Bruins, kallad "Odjuret i Appingedam", född 2 mars 1921 i Vlagtwedde i Nederländerna, död 28 september 2015 i Breckerfeld i Nordrhein-Westfalen i Tyskland, var en nederländsk SS-man.
Under andra världskriget tillhörde Bruins Sicherheitsdienst (SD) i Delfzijl och hade bland annat till uppgift att avslöja motståndskämpar. Tillsammans med en överordnad sköt han ihjäl en nederländsk motståndsman, den 36-årige Aldert Klaas Dijkema, i Appingedam. För detta och några andra mord dömdes Bruins 1949 till döden in absentia av en nederländsk domstol. Bruins hade dock försvunnit. År 1978 spårade Simon Wiesenthal och hans stab upp Bruins i Västtyskland. De västtyska myndigheterna avslog en utlämningsansökan, men tyska åklagare tog upp fallet och ställde Bruins inför rätta i Hagen. Han dömdes till sju års fängelse, av vilka han avtjänade fem.
I september 2013 inleddes en ny rättegång mot Bruins i Hagen, denna gång för mordet på Dijkema. Bruins påstod att hans överordnade var den som skjutit ihjäl Dijkema. Domaren ansåg att det fanns för många luckor i bevisföringen, bland annat för att vittnen saknades, och valde att avsluta rättegången i januari 2014.